# Pycnarmon aeriferalis
Pycnarmon aeriferalis is een vlinder van de familie van de grasmotten (Crambidae). De wetenschappelijke naam van deze soort is voor het eerst voorgesteld als Conchylodes aeriferalis door Frederic Moore in een publicatie uit 1877.
De soort komt voor op de Andamanen en in Taiwan.